# Альперов, Сергей Сергеевич
Серге́й Серге́евич Альпе́ров (1859, Смоленск, Российская империя — 1923, Москва) — русский артист цирка, клоун.

## Биография
Сергей Сергеевич Альперов родился в 1859 году в семье владельца балагана. В 1869 году впервые вышел на арену цирка (цирк Фюрера). Выступал под псевдонимом Юный Адольф. Был известен как «человек без костей», работал на трапеции, занимался вольтижировкой на лошади, выступал как эквилибрист, играл в пантомимах. Под влиянием Макса Высокинского занялся клоунадой, поначалу подражая ему (выступал под псевдонимом Макс-Адольф). В дальнейшем выработал собственный стиль: вёл остроумный диалог со зрителями, играл на музыкальных инструментах, исполнял пародийные танцы и акробатические номера, ходил на ходулях.
В 1895 году совестно с Б. М. Мухницким, известным под псевдонимом Бернардо, организовал клоунский дуэт «Альперов и Бернардо» (Альперов выступал в амплуа белого клоуна). Они исполняли классические буффонадные антре, добавляя к ним репризы на злободневные темы. Создали несколько оригинальных антре, которые долгое время были в репертуаре многих клоунов: «Печенье», «Лестница», «Бокс», «Фотография», «Гамлет».
В 1910 году в Архангельском цирке стал выступать в дуэте со старшим сыном Дмитрием. Репертуар дуэта включал сатиру в адрес самодержавия и городских властей, за что они подвергались репрессиям. Во время Первой мировой войны Сергей Альперов выступал с антивоенными монологами и репризами. После Февральской революции выступал с публицистическими монологами. После Октябрьской революции принимал участие в национализации цирков и организации цирковых коллективов. В 1921 году вместе с сыном выезжал с агитвагоном на юг России, где выступал перед бойцами Красной армии.
Сын Альперов Дмитрий Сергеевич (1895-1948) - Творческую деятельность начинал как акробат-эксцентрик. С 1914 был партнёром отца в клоунадах. Позднее выступал самостоятельно и с другими партнёрами преимущественно как клоун-сатирик. Автор книги "На арене старого цирка" (1936).  
Похоронен на Ваганьковском кладбище города Москвы, в родственной  могиле  на  участке 4.